# Braunschweigische Landes-Eisenbahn-Gesellschaft

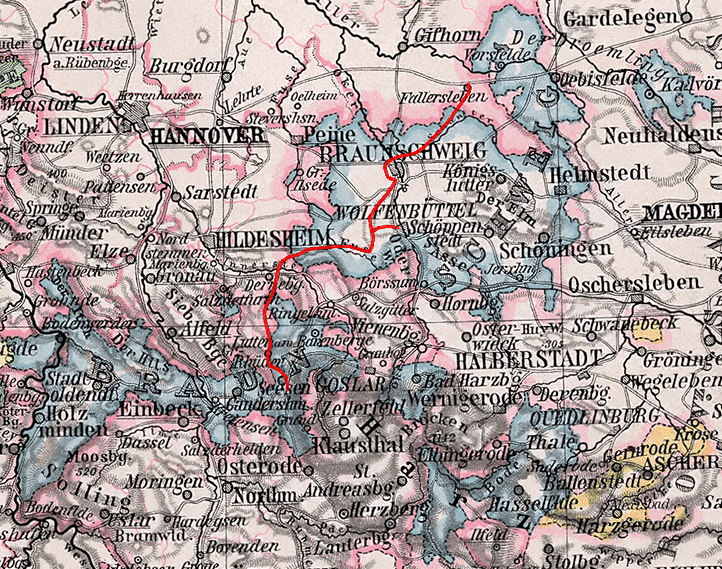
Braunschweigische Landes-Eisenbahn um 1905

Die Braunschweigische Landes-Eisenbahn-Gesellschaft (BLE) war eine Eisenbahngesellschaft im Herzogtum Braunschweig.
Sie wurde am 27. Juni 1884 von den Frankfurter Bankhäusern Erlanger & Söhne sowie Gebrüder Sulzbach mit dem Ziel gegründet, im Herzogtum Braunschweig und den angrenzenden Gebieten Eisenbahnen untergeordneter Bedeutung zu bauen und zu betreiben.
Die Braunschweigische Landes-Eisenbahn ist nicht mit der Braunschweigischen Staatsbahn und der Braunschweigischen Eisenbahngesellschaft identisch, die bei Gründung der BLE nicht mehr existierten.

## Geschichte

Genußrechtsurkunde über 50 RM der Braunschweigischen Landes-Eisenbahn-Gesellschaft vom Januar 1926

In den beiden Jahrzehnten seit der Gründung entstanden normalspurige Strecken in einer Gesamtlänge von 108 Kilometern. Sie dienten einerseits dem Anschluss von etwa fünfzig gewerblichen Betrieben und etwa einhundert Lagerhäusern im Stadtbereich Braunschweig durch eine Ringbahn, andererseits der Erschließung landwirtschaftlich geprägter Gegenden rund um die Residenzstadt bis in das Harzvorland. In diesem Gebiet spielte bis in die zwanziger Jahre des zwanzigsten Jahrhunderts auch die Beförderung von Kali, das dort gewonnen wurde, eine wichtige Rolle für die Bahn.
Ausgangspunkt der Bahnstrecke Braunschweig Nord–Lichtenberg, der ersten BLE-Strecke, war ab 18. Juli 1886 der Bahnhof Braunschweig Nord, wo sich auch die Verwaltung und der Betriebsmittelpunkt befanden. Von hier führte sie über Braunschweig West (Wilhelmithor) nach Süden weiter bis Hoheweg, wo ab dem 17. Oktober 1886 eine 4 km lange Zweigbahn nach Wolfenbüttel abzweigte. Die Hauptbahn wandte sich nach Westen und erreichte über Lichtenberg und Osterlinde im späteren Industriegebiet von Salzgitter den Bahnhof Derneburg an der Bahnstrecke Hildesheim–Goslar.
In den folgenden Jahren konnte die Bahnstrecke Derneburg–Seesen von Derneburg – wieder nach Süden schwenkend – im Nettetal aufwärts am 27. Mai 1887 Bockenem, am 1. Oktober 1887 Groß Rhüden und schließlich am 1. Mai 1889 den Knotenpunkt Seesen erreichen. Bis zum Bau der Nordstrecke trat nun eine Pause von etwa einem Jahrzehnt ein. In dieser Zeit ergänzten – teilweise nur für den Güterverkehr – kurze Verbindungsstrecken das vorhandene Netz: am 1. September 1886 vom Bahnhof Braunschweig West zum Hauptbahnhof sowie am 1. Januar 1890 in Seesen und am 20. September 1890 in Wolfenbüttel vom jeweiligen BLE-Bahnhof zum Staatsbahnhof.
Vom Nordbahnhof wurde am 11. November 1901 die Strecke über Gliesmarode (West) nach Gliesmarode Ost, wo die Strecke der neu eröffneten Braunschweig-Schöninger Eisenbahn (BSE) begann, zunächst für den Güterverkehr in Betrieb genommen, ab 15. Februar 1902 auch für den Personenverkehr, wobei die Züge der BSE in der ersten Zeit auch am Nordbahnhof der BLE einsetzten und endeten.
In Gliesmarode zweigte die Schuntertalbahn ab, welche die Verbindung zur Lehrter Bahn herstellte. Sie war ab 31. August 1902 bis Brunsrode-Flechtorf und ab 1. November 1904 bis Fallersleben BLE in Betrieb. Dieser Endpunkt lag ebenso wie zwei Streckenabschnitte bei Derneburg und Bockenem nicht auf braunschweigischem Gebiet, sondern in Preußen, wo sich insgesamt 36 km – also ein Drittel der Gesamtlänge – befanden.
Die Bedeutung der Bahn zeigt sich auch an der Zahl der Dampflokomotiven, die stets rund 25 betrug, während es nur einen Benzol-Triebwagen gab. Ab 1. Dezember 1927 ergänzten auch zwei Omnibuslinien den Personenverkehr.
Etwa zehn Jahre später kam das Ende der selbständigen Bahngesellschaft. Der Aufbau eines umfangreichen Industriegebietes im Raum Salzgitter erforderte eine grundlegende Änderung und Erweiterung des dortigen Schienennetzes. Diese Aufgabe wollte die Reichsregierung der Staatsbahn übertragen. So wurde die BLE zum 1. Januar 1938 in die Deutsche Reichsbahn eingegliedert, die einen Teil der Strecken umbaute oder stilllegte.

## Fahrzeugpark
1936 besaß die BLE 26 Dampflokomotiven, 2 Triebwagen, 49 Personenwagen, 12 Packwagen und 725 Güterwagen.
| BLE-Nummer        | DR-Baureihe           | Achsfolge         | Anmerkung                                                             |
| ----------------- | --------------------- | ----------------- | --------------------------------------------------------------------- |
| 1–6, 11–16        | 13: 89 7531           | C n2t             | Preußische T 3                                                        |
| 7–10              |                       | B n2t             |                                                                       |
| 17–28             | 89 7532–7540, 89 6208 | C n2t             | Preußische T 3 für BLE                                                |
| 3II, 5II, 9II, 29 | 53 7001–7004          | C n2v             | Preußische G 4.2, 1922 von der Reichsbahn übernommen                  |
| 30                | 92 1081               | D n2t             | 1948: Werklok AW Paderborn Nr.805.80/1                                |
| 31                | 92 421                | D h2t             |                                                                       |
| 32 und 33         | 91 201–202            | 1’C h2t           | ELNA-Typ 5                                                            |
| 34                | 89 7541               | C n2t             | Henschel Typ Thüringen, von der Reichsbahn falsch als T 3 eingeordnet |
| 35 und 37         |                       | C h2t             | Preußische T 8                                                        |
| 36, 39 bis 43     | 91 131–136            | 1’C n2t           | Preußische T 9.2, 1929/1930 von der Reichsbahn übernommen             |
| 38                |                       | 1’C n2t           | 1929 gebraucht gekauft, 1930 wieder verkauft                          |
| 44                | 79 001II              | 1’D1’ h2t         |                                                                       |
| 45 bis 49         | 75 601–605            | 1’C1’ h2t         |                                                                       |
| T1                | 137 237               | (1A)(A1)          |                                                                       |
| T2                | 137 238a              | 2’2’ + A1A + 2’2’ |                                                                       |